# Mugil gaimardianus
Mugil gaimardianus és un peix teleosti de la família dels mugílids i de l'ordre dels perciformes.

## Morfologia
Pot arribar als 6,7 cm de llargària total.

## Distribució geogràfica
Es troba a les costes de l'Atlàntic occidental (des de l'est de Florida i Cuba fins al nord de Sud-amèrica).